# Li Ruijun
Li Ruijun (Gansu, 1983) é um cineasta e roteirista chinês.